# Pedro Angulo (Dominicain)
Pour les articles homonymes, voir Pedro Angulo et Angulo.
Pedro Angulo, (né à Burgos et mort le 1er avril 1561 à Salamá au Guatemala) est un militaire espagnol devenu dominicain, envoyé comme missionnaire en Nouvelle-Espagne, choisi comme évêque au Guatemala.

## Biographie
Militaire de carrière il part en 1524 pour l'Amérique. En 1529, il quitte le service de l'armée et rejoint l'ordre dominicain. Il devient compagnon précieux de Bartolomé de las Casas dans les missions dominicaines au Guatemala en particulier, en Amérique centrale en général, ou aux Grandes Antilles (Saint-Domingue). Après plusieurs années de vie de missionnaire au milieu des Indiens, missions durant lesquelles il apprend les langues indigènes, le nahuatl et le tz'utujil, il est nommé provincial des dominicains pour la région du Chiapas. Il meurt peu après avoir été choisi pour devenir le  premier évêque de Verapaz,.
Pour évangéliser plus facilement les Indiens Pedro Angulo eut recours à des illustrations sur lesquelles les sujets bibliques étaient représentés. Ces illustrations, il les conservait en permanence sur lui et les sortait à l'occasion de ses prêches et de ses enseignements.